# Drosophila arane
Drosophila arane este o specie de muște din genul Drosophila, familia Drosophilidae, descrisă de Hunter în anul 1992.
Este endemică în Columbia. Conform Catalogue of Life specia Drosophila arane nu are subspecii cunoscute.